# Clara Lodewick
Clara Lodewick, née le 3 novembre 1996 à Bruxelles (région de Bruxelles-Capitale), est une autrice de bande dessinée et de romans graphiques belge.

## Biographie
Clara Lodewick naît en 3 novembre 1996, à Bruxelles. Elle est la fille de Vincent Dugomier, scénariste, et d'une mère coloriste de bande dessinée. Elle grandit entre les communautés linguistiques néerlandophone et francophone,. Elle fréquente l'académie de dessin de Saint-Gilles. À l'adolescence, elle déménage en Flandre et elle poursuit sa formation artistique à l'académie de Hal. Ensuite, elle est élève à l'Institut Saint-Luc de Bruxelles. Elle y passe trois ans à découvrir les possibilités de la bande dessinée accompagnée de ses professeurs. Elle avoue être influencée par l'illustrateur Bruno Heitz. Elle s'intéresse à la vie des gens tant à leurs relations qu'à leurs problèmes ainsi qu'aux inégalités sociales auxquelles ils font face.
En 2022, elle publie Merel, son premier roman graphique, dans la nouvelle collection « Les Ondes Marcinelle » aux Éditions Dupuis. C'est un récit sur le harcèlement en milieu rural. Il est remarqué tant par la presse généraliste,,, que spécialisée,,,. Il fait partie de la sélection officielle du meilleur album de l'année, le Fauve d'or du festival international de la bande dessinée d'Angoulême 2023. Il est traduit en néerlandais sous le même titre et publié aux mêmes éditions en 2023.
En septembre 2023, elle participe au Tintin numéro spécial 77 ans,.
Elle est nomade, elle vit et travaille dans un van.

## Œuvre

### Publications

#### Romans graphiques
- Merel[20],[21], Dupuis, coll. « Les Ondes Marcinelle. », Marcinelle, 19 août 2022
Scénario, dessin et couleurs : Clara Lodewick -  (ISBN 9791034762682)
- Moheeb sur le parking, Dupuis, coll. « Les Ondes Marcinelle. », Marcinelle, 21 mars 2025
Scénario, dessin et couleurs : Clara Lodewick -  (ISBN 978-2-8085-0735-6)

#### Collectifs
- Numéro spécial 77 ans - L'hommage des auteurs et autrices d'aujourd'hui aux personnages mythiques du journal Tintin[18],[19], Éditions Moulinsart-Le Lombard, Bruxelles, 8 septembre 2023
Scénario : collectif - Dessin : collectif dont Clara Lodewick -  (ISBN 2-85815-201-2)

#### Revue et journaux
- Tintin numéro spécial 77 ans, Éditions Moulinsart-Le Lombard, septembre 2023.

#### Périodiques
- Morgan Di Salvia, « Spirou et moi : Clara Lodewick », Spirou, Dupuis, nos 4416/4417,‎ 30 novembre 2022, p. 85 (ISSN 0771-8071).

#### Interviews
- Clara Lodewick (interviewée par Nicolas Raduget), « Dans la bulle de… Clara Lodewick », La Ribambulle,‎ 17 octobre 2022 (lire en ligne, consulté le 4 octobre 2023)
- (nl) Clara Lodewick (interviewée par Furnière), « Stripmaker Clara Lodewick: 'Sociale dynamiek is superboeiend én supereng' », Bruzz,‎ 8 mars 2023 (lire en ligne, consulté le 4 octobre 2023).

#### Podcasts
- Johan De Moor, Pierre Assouline et Clara Lodewick, « France Culture va plus loin. L'invité des Matins », 80 autrices et auteurs fêtent les 77 ans du Journal Tintin et se joignent à la fête pour y interpréter, ou même parfois y ressusciter les héroïnes et héros de leur enfance. [], sur France Culture, 8 septembre 2023 (consulté le 4 octobre 2023).

#### Vidéographie
- [vidéo] « Clara Lodewick - Merel », sur YouTube, à l'occasion du festival international de la bande-dessinée 2023 à Angoulême, Clara Lodewick présente son ouvrage Merel aux éditions Dupuis le 9 février 2023 (6 min 43 s).